# Blanche Bingley
Blanche Bingley Hillyard (3. november 1863 i Greenford i Ealing – 6. august 1946 i London) var en engelsk tennisspiller.
Blanche Bingley var medlem af Ealing Lawn Tennis & Archery Club. I 1884 deltog hun i den allerførste Wimbledon-turnering i damesingle, og to år senere vandt hun den første af sine seks Wimbledon-titler i damesingle. Bingley blev også runner-up syv gange, og hendes tretten finaler er fortsat en Wimbledon-rekord, ligesom 14 år fortsat er rekord for mellemrummet mellem første og sidste titel. Efter Serena Williams' sejr i 2016 deler hun nu sidstnævnte rekord med amerikaneren.
Bingleys Wimbledon-statistik antyder, at hun var den næstbedste kvindelige tennisspiller på sin tid, kun overgået af Lottie Dod, som besejrede hende i ikke mindre end fem finaler.
Efter hun blev gift, blev hun til tider registreret under navnet Blanche Bingley Hillyard. Hun nåede Wimbledon-finalen i en alder af 37 år og fortsatte med at spille turneringer, indtil hun blev 48 år. Hun spillede sin sidste Wimbledon-turnering i 1912.
I løbet af karrieren vandt hun også det irske mesterskab tre gange (1888, 1894, 1897) og det tyske mesterskab, spillet i Hamburg, to gange. I 1897 besejrede hun Charlotte Cooper Sterry i finalen i tre sæt, og i 1900 mod Muriel Robb, igen i tre sæt. Derudover vandt hun South of England Championships i Eastbourne, som dengang var en stor turnering, elleve gange mellem 1885 og 1905. I 1899 havde hun i alt vundet over 60 turneringer.
Hendes mand, kommandør George Whiteside Hillyard, var en af de førende mandlige spillere på den internationale tennisscene mellem 1886 og 1914. Han spillede også førsteklasses cricket for Middlesex og Leicestershire. Fra 1907 til 1925 var han sekretær for All England Lawn Tennis Club og direktør for The Championships.
I 2013 blev hun valgt ind i International Tennis Hall of Fame.

## Grand Slam-statistik
- Wimbledon
  - Damesingle-mester: 1886, 1889, 1894, 1897, 1899, 1900
  - Runner-up i damesingle: 1885, 1887, 1888, 1891, 1892, 1893, 1901